# Ängesträsket (Edefors socken, Norrbotten)
Ängesträsket är en sjö i Bodens kommun i Norrbotten och ingår i Luleälvens huvudavrinningsområde. Sjön har en area på 0,0829 kvadratkilometer och ligger 183,9 meter över havet. Ängesträsket ligger i Rappomyran Natura 2000-område.

## Delavrinningsområde
Ängesträsket ingår i det delavrinningsområde (737152-173008) som SMHI kallar för Utloppet av Ängesträsket. Medelhöjden är 200 meter över havet och ytan är 3,24 kvadratkilometer. Det finns inga avrinningsområden uppströms utan avrinningsområdet är högsta punkten. Vattendraget som avvattnar avrinningsområdet har biflödesordning 3, vilket innebär att vattnet flödar genom totalt 3 vattendrag innan det når havet efter 133 kilometer. Avrinningsområdet består mestadels av skog (38 procent) och sankmarker (56 procent). Avrinningsområdet har 0,16 kvadratkilometer vattenytor vilket ger det en sjöprocent på 4,9 procent.